# Scypholanceola agassizi
Scypholanceola agassizi is een vlokreeftensoort uit de familie van de Lanceolidae. De wetenschappelijke naam van de soort is voor het eerst geldig gepubliceerd in 1905 door Woltereck.